# Miriam Mahler
Miriam Mahler (* 1953) ist eine deutsche Schauspielerin.

## Leben
Mahler trat ab Anfang der 1970er zunächst in kleinen Theaterrollen auf, unter anderem mit Johannes Heesters an der Kleinen Komödie in München. Das Boulevardstück Gastspiele wurde auch vom ZDF für das Fernsehen aufgezeichnet.
Im Jahr 1975 spielte Miriam Mahler eine Nebenrolle in dem Italowestern Nobody ist der Größte, die Tochter des Colonel Pembroke; in der deutschen Synchronfassung wurde sie von Marianne Lutz gesprochen. In der US-amerikanischen Miniserie Holocaust – Die Geschichte der Familie Weiß verkörperte sie 1978 eine junge Mutter, die im Zug nach Warschau deportiert wurde und deren Säugling unterwegs verstorben ist. Sie ist verzweifelt und möchte das Kind nicht weggeben, obwohl es tot ist. In der 1982 erschienenen Fernsehserie Ein Stück Himmel spielte sie die junge Rachel im Warschauer Ghetto 1941.
1978 und 1983 spielte sie jeweils Nebenrollen in zwei Episoden der Serie Derrick. In der 1982 gedrehten Folge „Kindergeld“ der TV-Serie Tatort stellte sie das spanische Zimmermädchen Rosita dar. In der Familienserie Unsere schönsten Jahre spielte sie 1983 das Fräulein Hasselgruber. 1998 spielte sie in zwei Folgen der Fernsehserie Lindenstraße (Folge 649/650) die Rolle der Wahrsagerin Muriel Müller, die in einer spiritistischen Sitzung Kontakt zum verschwundenen Sohn der Serienrolle Gabi Zenker aufnehmen soll.

## Filmografie
- 1973: Die Sachverständigen
- 1974: Die Akte Odessa (The Odessa Files)
- 1975: Nobody ist der Größte (Un genio, due compari, un pollo)
- 1978: Holocaust – Die Geschichte der Familie Weiß (Holocaust) (TV)
- 1978: Derrick (Folge: Kaffee mit Beate)
- 1982: Tatort – Kindergeld
- 1982: Die Krimistunde (Fernsehserie, Folge 2, Episode: "Schmerzlose Behandlung")
- 1982: Ein Stück Himmel
- 1983: Polizeiinspektion 1 – Geistige Erneuerung
- 1983: Derrick (Folge: Die kleine Ahrens)
- 1983: Unsere schönsten Jahre
- 1985: Suche Familie – zahle bar (Fernsehfilm)
- 1991: Unter Kollegen (Fernsehfilm)
- 1998: Adelheid und ihre Mörder (Folge: Die Liebesinsel)
- 1998: Lindenstraße (2 Folgen als "Frau Müller")
- 2005: Doppelspiel (Spielfilm)[9]